# Сан-Луиш (Одемира)
Сан-Луиш (порт.  São Luís) - фрегезия (район) в муниципалитете Одемира округа Бежа в Португалии. Территория – 146,81 км². Население – 2249 жителей. Плотность населения – 15,3 чел/км².